# 흥안 (북위)
흥안(興安)은 중국 북위(北魏) 문성제(文成帝)의 첫 번째 연호이다. 452년 10월에서 454년 7월까지 1년 10개월 동안 사용하였다.
452년 10월, 문성제는 남안왕(南安王) 탁발여(拓跋余)가 태무제(太武帝)를 시해한 종애(宗愛)에 의해서 옹립된 군주이기 때문에 그의 연호 승평(承平)을 폐지하였다. 이로 인해 흥안 이전의 연호는 승평이 아닌 정평이 되었다.
같은 시기에 사용된 다른 연호로는 송(宋)에서 사용한 원가(元嘉 : 424년 ~ 453년), 태초(太初 : 453년), 효건(孝建 : 454년 ~ 456년), 고창북량(高昌北凉)에서 사용한 승평(承平 : 443년 ~ 460년)이 있다.

## 개원
정평(正平) 2년 10월 3일(452년 10월 31일)에 흥안(興安)으로 개원함.

## 연대대조표
| 흥안                | 원년            | 2년                  | 3년             |
| 서력                | 452년           | 453년                | 454년           |
| 육십간지 (六十干支) | 임진(壬辰)      | 계사(癸巳)           | 갑오(甲午)      |
| 송 (宋)             | 원가(元嘉) 29년 | 30년 태초(太初) 원년 | 효건(孝建) 원년 |
| 고창북량 (高昌北凉) | 승평(承平) 10년 | 11년                 | 12년            |

## 같이 보기
- 중국의 연호

| 이전 연호 정평(正平) 승평(承平) | 중국의 연호 북위(北魏) | 다음 연호 흥광(興光) |